# Pocket PC

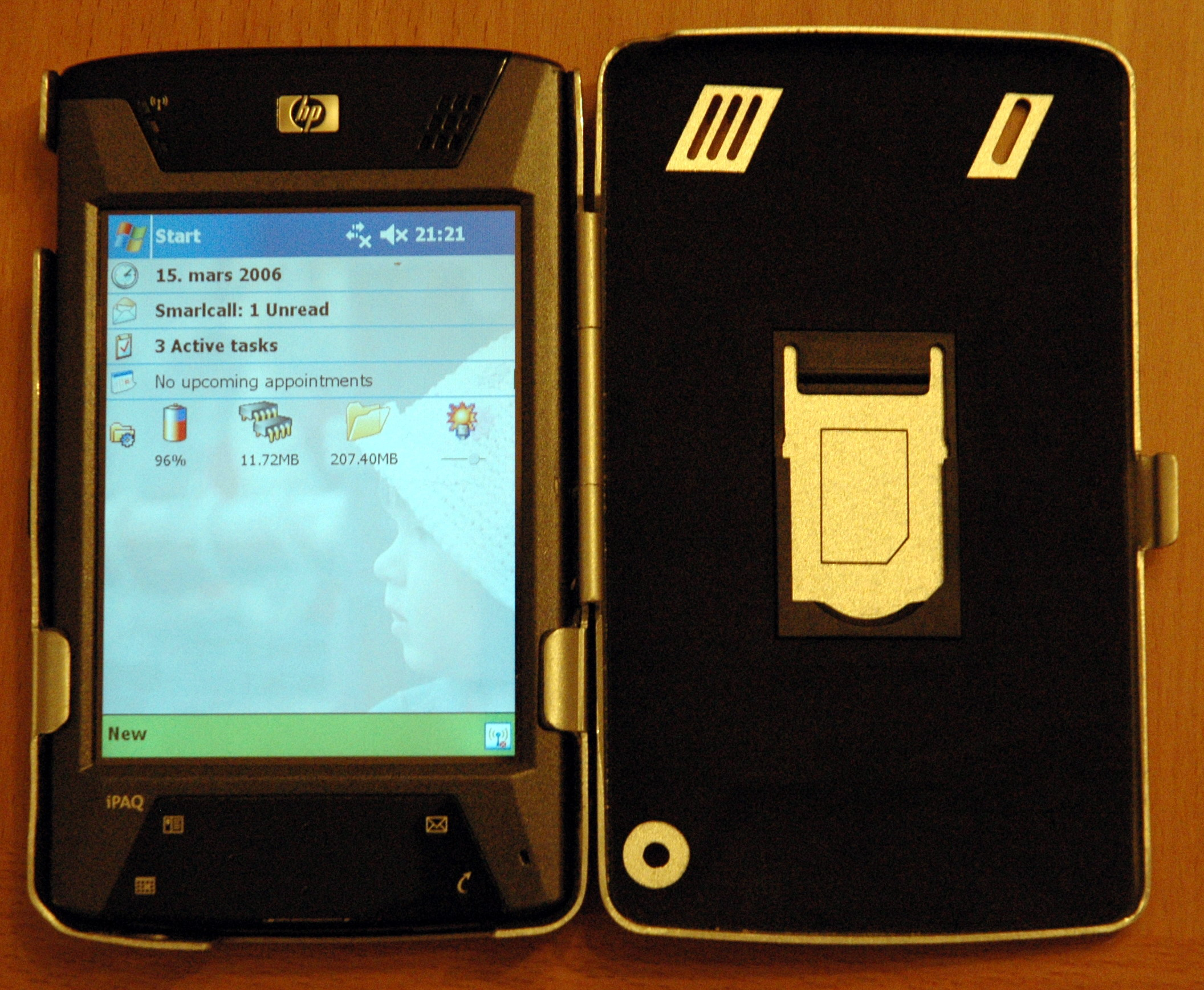
PDAタイプ（HP製 iPAQ）

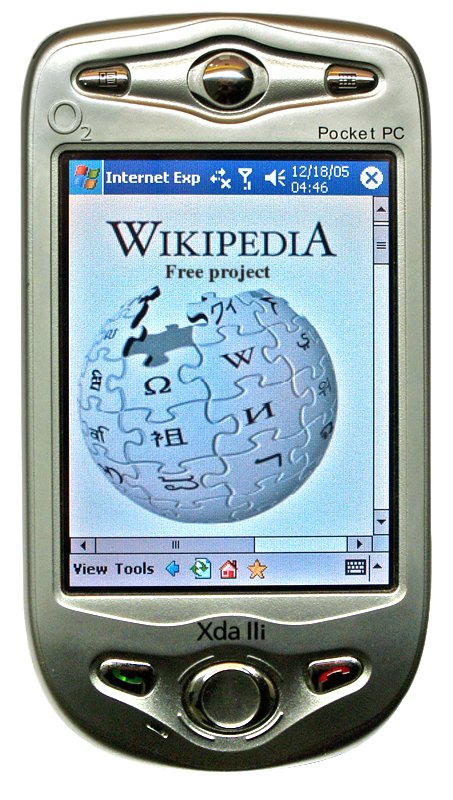
スマートフォンタイプ（O_{2} XDA IIi）

Pocket PC（ポケットピーシー）は、マイクロソフトが開発したスマートフォンやPDA向けプラットフォームの名称、およびそれに基づいたハードウェアの名称である。OSには組み込みオペレーティングシステムであるWindows CEを使用する。

## 概要
ハードウェアの名称として使う場合、当初は通話機能を持たないもの（狭義のPDA）を指していたが、「Pocket PC Phone Edition」が開発されて2002年に米国で携帯電話に搭載されてからは、スマートフォンにもPocket PCに当てはまるものがでてくるようになった。
Pocket PCという語が考案されて普及する以前の1998年にPalm PCとして発表されたが、この名称はPalm Computing社から発売されてヒット中だったPalmシリーズに酷似しすぎていたため、すぐにPalm-size PCという名前に変更され、さらに2000年に発表されたバージョンからはPocket PCと改称された。2003年のバージョンからOSの正式名称が「Windows Mobile （バージョン名）for Pocket PC」となったが、その後もOS名の略称や商品名は引き続き「Pocket PC」であった。2005年の「Windows Mobile 5.0 for Pocket PC」以降はWindows MobileあるいはWindows Mobile機と呼ばれることが増えた。
日本国内では2002年から2003年ごろにかけて相次いで国内外各社が参入し、多くのPocket PC機が投入された。しかし多機能型の携帯電話が急速に普及したことから通話機能を持たない純粋なPDAの売り上げは低迷し、さらに2007年になってネットブックやUMPCの登場が追い討ちをかけた。その結果、ヒューレット・パッカードのiPAQ、デルのAximなどを最後にPocket PC機は市場から消えた。2012年現在、通話機能を持たないPDAとしてはiPod touch、iPad、Android搭載タブレットが主流となっている。
一方で、スマートフォンとしてのWindows Mobile機はHTC、サムスン、モトローラ、ヒューレット・パッカードなどから相次いで発売され、全世界で一定のシェアを獲得するに至った。日本国内では2005年にウィルコムからW-ZERO3が発売されてヒット商品となり、NTTドコモ、ソフトバンクモバイル、イー・モバイルからもWindows Mobile機が発売された。しかし2010年以降はiPhoneやAndroidスマートフォンの爆発的なヒットにより販売は低迷し、2012年現在、市場からほぼ姿を消した。マイクロソフトは後継のスマートフォン向けOSとしてWindows Phone 7を2010年末に投入しており、Windows CEベースのPDAやスマートフォンが今後新規に登場する可能性はほとんど無い。
Pocket PCはPPCあるいはP/PCと略す。正確にはOSに限った名称ではないが、OS名として呼ばれることも多い。なお現在の（プラットフォーム名称としての）最新版は「Windows Mobile 6.5」である。こちらは俗にWM6などと略される。しかしこの語が電子デバイスのカテゴリーを指す場合にはバージョン番号は普通つかない。名称の変遷があったため、Windows Mobile機のためのアプリケーションソフトは、Windows Mobile用のみでなく、Pocket PC用、Windows CE用とされる物でも使える場合がある。

## バージョン

### Palm-size PC 1.1
1998年12月3日発表。白黒ディスプレイ。PsPC 1.1。

### Palm-size PC 1.2
Windows CE 2.11ベース。1999年2月22日発表。カラーディスプレイに対応。PsPC 1.2。

### Pocket PC
Windows CE 3.0ベース。2000年7月13日発表。正式名称は「Microsoft Windows Powered Pocket PC」。略称は「PPC」、または「PPC2000」。
マルチタスク対応のWindows CE 3.0がベースとなったほか、「Pocket Internet Explorer」や「ファイルエクスプローラ」を搭載。

### Pocket PC 2002
Windows CE 3.0ベース。2001年10月5日発表。正式名称は「Microsoft Pocket PC 2002 Software」。略称は「PPC2002」。
Windows XPに準じたインターフェイスを採用したほか、Windows Media Playerが標準で搭載される。また、これ以降はARM系CPUのみ対応となった。

### Pocket PC 2003
Windows CE .NET 4.2ベース。2003年6月30日発表。正式名称は「Microsoft Windows Mobile 2003 Software for Pocket PC」。略称は「PPC2003」。
入力方式が新しくなったほか、無線LANやBluetoothの機能が強化された。新たに画像ビューワ「Pictures」等が標準搭載。このバージョンから「Windows Mobile」という正式名称が使われるようになったが、Pocket PC、Pocket PC 2002の後継バージョンということで「Pocket PC 2003」という呼称の方が一般的だった。

### Pocket PC 2003 SE
Windows CE .NET 4.21ベース。2004年7月6日発表。正式名称は「Microsoft Windows Mobile 2003 Second Edition Software for Pocket PC」。略称は「PPC2003SE」。
VGA(640x480, 480x640)の高解像度ディスプレイをサポートするようになるとともに、画面の縦向き・横向きの切り替えのほか、内蔵キーボードにも対応した。無線LANではWPAプロトコルにネイティブで対応するようになった。

### Windows Mobile 5.0
Windows CE 5.0ベース。2005年8月23日発表。正式名称は「Microsoft Windows Mobile 5.0 for Pocket PC」。略称は「WM5.0」。
不揮発性メモリーをサポートするようになり、バッテリが切れてもメモリ内容が保護されるようになった。全体的なインターフェイスや各ソフトウェアがバージョンアップされたほか、Office互換アプリの名称が「Word Mobile」、「Excel Mobile」、「Internet Explorer Mobile」と改称され、新たに「PowerPoint Mobile」が標準搭載された。

### Windows Mobile 6
Windows CE 5.0ベース。2007年2月12日発表。正式名称は「Microsoft Windows Mobile 6」。
デザインが Windows Vista ライクになり、Internet Explorer Mobileでは新たにJavaScriptやDHTML,XHTMLがサポートされた。Outlook MobileではHTMLメールの表示が可能になったほか、Windows Liveを標準搭載し、Windows Live Messengerなどの一部のPC向けサービスが利用できるようになった。Windows Mobile 6には3つのエディションがあり、タッチスクリーン機能が無い携帯電話端末向けのStandard 、タッチスクリーン機能を有した携帯電話端末向けのProfessional、電話機能の無いClassic である。

### Windows Mobile 6.1
Windows CE 5.2ベース。2008年4月発表（日本語版は2008年6月18日発表）。SCMDM（Microsoft System Center Mobile Device Manager）と同時に記者発表され、同ソフトを用いることにより複数の端末機のセキュリティ･ポリシー管理を一括して行えるようになった。また、Internet Explorer Mobileでページのズーム機能が使えるようになるなど、若干の機能拡張が行われている。

### Windows Mobile 6.5
Windows CE 5.2ベースと言われている。2009年2月16日発表。ホーム画面（従来のToday画面）のデザインが大幅に変更され、要素をハニカム状に配置したものとなるなど、スタイラスではなく指先によるタッチ操作を強く意識したUI変更が行われた。。機能面ではアプリケーションをダウンロードできるポータルサービスである「Windows Marketplace for Mobile」アプリが標準搭載となったが、わずか3年後の2012年5月17日にサービスを終了した)。（6.0や6.1でも同アプリケーションのインストールは可能である）またインターネット上のWindows Liveサービスのアドレス帳やスケジュールがWindows Mobile上のカレンダーや電話帳と同期がとれる「Microsoft My Phone」も利用可能となった(2011年10月18日サービス終了
)。日本では2009年12月に提供が開始され、NTTドコモのT-01Aでは、2009年12月17日よりWindows Mobile 6.1から6.5へ無償アップデートの提供も開始されている。

### Windows Phone 7
2010年末発売。
Windows Mobile 6.x系までとの互換性を切り捨てシングルタスクとするなど、ユーザインタフェースが一新される模様で、Windows Mobile 6.x系列（Windows Phone Classic（仮））とは並行展開の見込みである。
なお、「Windows 10 Mobile」を最後に、シリーズ開発は終了している。

## 特徴
- オペレーティングシステム (OS) は、Microsoft Windows CE
  - PC用のWindowsシリーズのソフトウェアは一切動作しない。Pocket PC用に開発されたソフトウェアのみ動作する。
  - CPUは、ARMベースのものが多い。ただしPPC2002より前のデバイスではARM系以外にSuperHやMIPS系のものも多数あった。一時期はARMのみに統一されていたが、近年はまた他のものが採用される例も増えている。現在[いつ?]のハイエンド端末で主に用いられているものとして、マーベル（旧インテル）のXScaleプロセッサなどが挙げられる。
- 主記憶装置は、SDRAMとフラッシュROMを使用。
  - プログラムの実行には、通常のパーソナルコンピュータと同様にSDRAMが用いられる。
  - ファイルや設定等のデータの保存にもSDRAMを使用するが、電池切れを起こすと全て初期化される。ただし、ほとんどの機種には外部記憶装置としてメモリーカード（主にSDメモリーカードやコンパクトフラッシュ）のスロットが備えられているため、そちらにファイルや設定をバックアップすることが可能である。また、2003年以降の機種にはフラッシュROMの一部をユーザがファイルの保存等に利用できるようになっているものも存在する。Pocket PCにおけるフラッシュROMの主な役割はOSのデータ記録領域であり、それらの領域はユーザが書き換えられないようになっている。
- 画面は3～4インチのタッチパネル式液晶ディスプレイを使用したものが多い。
  - 表示画素数はQVGAが一般的だが、ハイエンド機種ではVGAのものも存在する。
  - 専用のスタイラス（ペン）が付属するが、指などでも操作は可能である。操作は通常のパーソナルコンピュータにおけるマウスと似ており直感的に操作できる。
- キーボード、マウスはない機種が多い。
  - PDA型の、狭義のPocket PCにはキーボードにはない。逆にスマートフォン型の機種はキーボード付きの方が多い。また、外付けのキーボードを接続することで使用できるものもある。文字の入力はソフトウェアキーボード、あるいは手書き入力で行う。
  - マウスが無いため、マウスポインタはない。ただしUSBマウスを接続しポインタを表示させ操作することもできる。
- 前面の下部には、最低でも4つのボタンがある。
  - 中央には、上下左右のメニュー移動と決定を入力するカーソルボタンが1つ（PPC2000以前は無い機種も存在する）。スクロールボタンの左右には3つ以上のアプリケーションボタン。
- その他
  - 下部にはUSBケーブルでのPCとの通信や、充電に用いる端子がある。
  - 他には赤外線通信ポート (IrDA) やイヤホンジャック、マイク、アプリケーションボタン等がある。
  - 近年は、無線LANやBluetooth等の無線通信機能があるものが多い。

## 標準ソフトウェア
Pocket PCには以下のマイクロソフト社製ソフトウェアが標準でインストールされている。他にもデバイスのメーカーが様々なソフトウェアを付属させることが多い。
- Pocket Outlook
  - 連絡先
  - 予定表
  - 受信トレイ
  - 手書きメモ
  - 仕事
- Pocket Internet Explorer（WM5.0以降はInternet Explorer Mobile）
- Pocket Word（WM5.0以降はWord Mobile）
- Pocket Excel（WM5.0以降はExcel Mobile）
- Windows Media Player（WM5.0以降はWindows Media Player Mobile）
- MSN Messenger（PPC2002以降に搭載　6.0以降はWindows Live Messenger）
- ボイスレコーダー
- ファイルエクスプローラ
- 電卓
- ソリティア
- Pictures（PPC2003以降）
- Bubble Breaker（PPC2003以降）
- PowerPoint Mobile（WM5.0以降）
- ActiveSync（PC連携用）

## 主なソフトウェア
Windows XP,Vista等のソフトウエアをWindows Mobile上でそのまま実行することは出来ないが、開発言語レベルではかなり互換性があるため、多くのソフトウエアがWindowsから移植されている。Pocket PC発売当初よりフリーソフトウエア等が多く作られてきた経緯より、現在でも無償で公開されているソフトウエアが多数を占める。
- ブラウザ
  - Opera Mobile（ブラウザ）
  - NetFront Browser（ブラウザ、組み込み版のほか無償のテスト版）
  - Fennec（ブラウザ）
  - Skyfire（ブラウザ）
  - Iris Browser（ブラウザ）
  - Lunascape Mobile（ブラウザ）
  - ibisBrowserDX（ブラウザ、有償）
- メールクライアント
  - nPOP（メーラ、POP3,SMTP,SSL対応）
- ユーティリティ
  - GSFinder+（ファイラー）
  - File Explorer Extension（ファイラー）
  - Spb Backup（バックアップ、有償）
  - Battery Monitor（バッテリ残量表示）
  - PQz II（キーカスタマイズ）
  - Pocketの手 for Windows Mobile 5.0（レジストリ操作）
  - TRE（レジストリエディタ）
  - GSPocketMagic++（システムメニュー置き換え）
- PIM
  - Offisnail Date for WM5（予定表、標準の予定表とデータ互換あり）
  - QDz（連絡先、標準の連絡先とデータ互換あり）
  - 片手間電卓（スキン対応の電卓）
  - Eval（関数電卓）
- メモ、テキストエディタ
  - tTakana（タブ付きメモ）
  - 〇号テキストエディタ（テキストエディタ）
  - jot（テキストエディタ）
  - EmEditor
- マルチメディア
  - TCPMP（メディアプレーヤ）
  - GSPlayer（メディアプレーヤ）
  - Pocket SkyView（青空文庫ビューアー）
- 画像処理
  - XnView（画像ビューア）
  - UltraG（画像レタッチ）
  - PocketPicture（ペイント）
  - KTCapt（画面キャプチャ）
- ネットワーク
  - Skype（インターネット電話）
  - PocketPuTTY（telnet,ssh,トンネル機能）
  - SyncFTP（ftp）
  - vxUtil（ping,tracert等）
  - SNTPc（SNTP時刻同期）
- Web、クラウドサービス
  - Windows Live
  - Google Application
  - PocketTweet(Twitterクライアント)
  - Viigo(RSSビュアー)
- GPS
  - VisualGPSce（現在地座標、衛星補足状況等表示）
  - Google Maps Mobile（GPS対応オンライン地図）
  - Bing Map（GPS対応オンライン地図）
  - Garmap CE（GPS対応ユーザ作成地図）
  - Pocket Mapple Digital（GPS対応地図、有償）
  - Garmin Mobile XT (GPS対応地図、ナビゲーション、有償）
  - TomTom Navigator (GPS対応地図、ナビゲーション、有償）

### ソフトウエア紹介サイト
- マイコミ ジャーナル Windows Mobileソフトカタログ
- インプレス 窓の杜 Pocket PC/Windows Mobile ジャンルのソフト記事

## 開発言語
- Microsoft Visual Studio .NET （有償）
- Microsoft eMbedded Visual C++ （無償）

## 製品シリーズの一覧

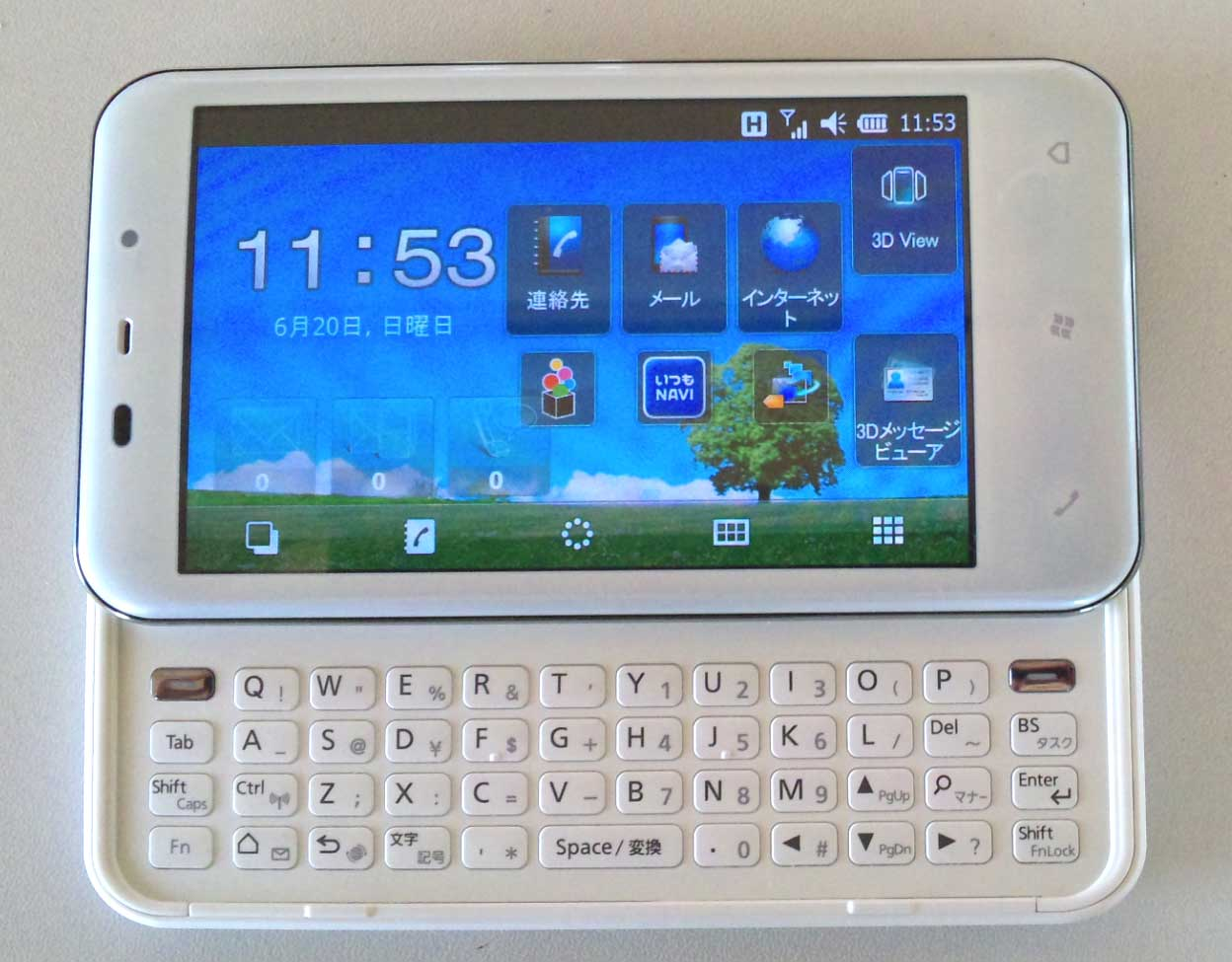
Windows Phone 6.5.3 NTTdocomo T-01B

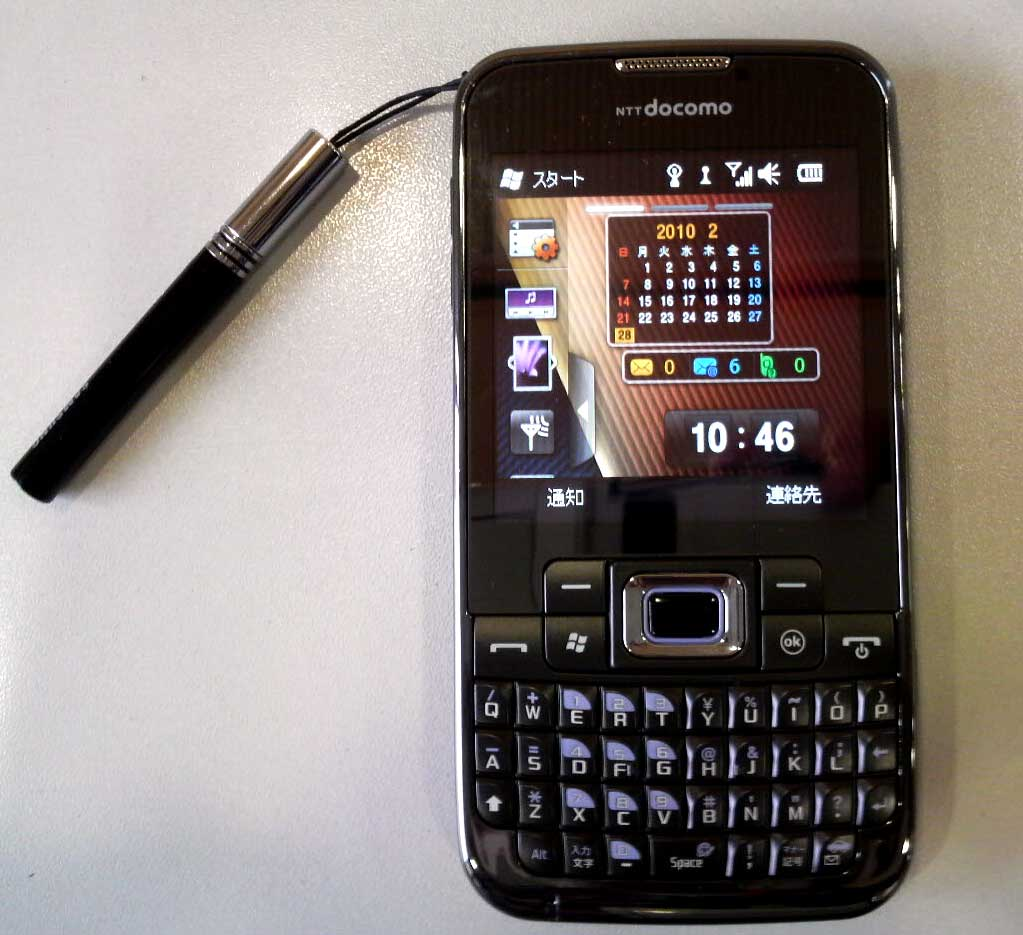
ストレート型QWERTYキー採用
SC-01B

ここでは、日本で発売されている製品だけを記す。「Pocket PC」はタッチスクリーン対応、「スマートフォン」はタッチ非対応機種。
- ヒューレット・パッカード
  - iPAQシリーズ（旧コンパック、現ヒューレット・パッカード）
  - jornadaシリーズ（旧ヒューレット・パッカード）
- カシオ計算機
  - カシオペアシリーズ
  - GFORT（NTTドコモ向け・通話機能なし）
  - muséa（NTTドコモ向け・通話機能なし）
- 東芝
  - GENIO eシリーズ
  - SoftBank X01T（ソフトバンクモバイル向けPocket PC。G900の日本版）
  - TG01
  - SoftBank X02T（ソフトバンクモバイル向けPocket PC 通称Dynapocket T-01Aの兄弟機種）
  - docomo PRO series T-01A（NTTドコモ向けPocket PC 通称Dynapocket X02Tの兄弟機種）
  - ドコモ スマートフォン dynapocket T-01B（NTTドコモ向け T-01Aの後継機種 Windows Mobile 6.5.3）
  - au（KDDI・沖縄セルラー電話連合）ISシリーズ dynapocket IS02(CDMA TSI01)（NTTドコモ向け T-01BのCDMA2000 1x/EV-DO Rev.A版 Windows Mobile 6.5.3）
- NEC
  - ポケットギア
- 富士通
  - Pocket LOOXシリーズ
  - F1100（NTTドコモ向けスマートフォン）
  - F-05B(NTTドコモ向け ハンディーターミナルにWindows Mobile 6.5を搭載した業務用スマートフォン）
- 富士通モバイルコミュニケーションズ（東芝ブランド）
  - au ビジネスケータイ E31T(CDMA E31T)（ヤマト運輸と共同開発したWindows Mobile 6.5.3搭載au向け業法人専用スマートフォン）
- HTC
  - SoftBank X01HT（ソフトバンクモバイル向けPocket PC）
  - SoftBank X02HT（ソフトバンクモバイル向けスマートフォン）
  - SoftBank X03HT（ソフトバンクモバイル向けスマートフォン）
  - SoftBank X04HT（ソフトバンクモバイル向けPocket PC、Touch Diamond）
  - SoftBank X05HT（ソフトバンクモバイル向けPocket PC、Touch Pro）
  - EMONSTER（S11HT）（イー・モバイル向けPocket PC)
  - EMONSTER Lite（S12HT）（イー・モバイル向けPocket PC）
  - Touch Diamond（S21HT）（イー・モバイル向けPocket PC）
  - Dual Diamond（S22HT）（イー・モバイル向けPocket PC）
  - FOMA hTc Z（NTTドコモ向けPocket PC）
  - FOMA HT1100（NTTドコモ向けPocket PC）
  - docomo PRO series HT-01A（NTTドコモ向けPocket PC Touch Pro）
  - docomo PRO series HT-02A（NTTドコモ向けPocket PC Touch Diamond）
  - au ビジネススマートフォン E30HT(CDMA E30HT)（au向けPocket PC Touch Pro ）
- デル
  - Aximシリーズ
- ミオ･テクノロジー･リミテッド
  - Mio DigiWalkerシリーズ
- シャープ
  - W-ZERO3シリーズ（WILLCOM向けPocket PC）
  - EM・ONE（イー・モバイル向けPDA。通話機能なし）
- Dメディア・システムズ
  - inViewシリーズ
- サムスン電子
  - SC-01B （NTTドコモ向け Pocket PC）
  - X01SC （ソフトバンクモバイル向けスマートフォン）
- オプトエレクトロニクス
  - H-21 Business SmartPhone（NTTドコモ向け ハンディーターミナルを搭載した業務用Pocket PC）